# Dotationsvertrag
Im Jahre 1830 wurde der in Deutschland einmalige Dotationsvertrag zwischen der Freien Stadt Frankfurt und christlichen Gemeinden Frankfurts geschlossen. Aufgrund dieses Staatskirchenvertrages ist die Stadt Frankfurt am Main zum Unterhalt der acht Innenstadtkirchen verpflichtet, die in ihrem Eigentum stehen. Die Dotation hat im Grundsatz bis heute Bestand.
Die Dotation ist eine Folge der Säkularisation. Ähnliche Regelungen gibt es auch anderswo, beispielsweise in Bern.

## Geschichte
Mit der Einführung der Reformation in Frankfurt 1533 wurde die lutherische Kirche zur Staatskirche Frankfurts. Andere Religionsgemeinschaften, vor allem die katholische und die reformierte Kirche, waren nicht gleichberechtigt. Die lutherischen Kirchen wurden von der Stadt unterhalten, ihre Geistlichen und Musiker waren städtische Beamte.
Im Reichsdeputationshauptschluss 1803 wurde die Säkularisation der Kirchengüter zugunsten der jeweiligen Territorialherren beschlossen. Dadurch fielen auch die damals in Frankfurt bestehenden katholischen Stiftskirchen St. Bartholomäus, St. Leonhard und Liebfrauen sowie das Dominikanerkloster und das Karmeliterkloster mit ihren beträchtlichen Vermögen an die Stadt. Die Kommenden des Deutschen Ordens und der Johanniter kamen jedoch an andere Eigentümer. Während die Johanniterkirche 1840 von der Stadt angekauft und abgerissen wurde, kam die katholische Deutschordenskirche im Stadtteil Sachsenhausen nie in städtischem Besitz. Das Gleiche galt für die beiden 1789 bis 1793 errichteten und 1944 zerstörten reformierten Kirchen Frankfurts, die Deutsch-reformierte Kirche am Großen Kornmarkt und die Französisch-reformierte Kirche am Goetheplatz.
Nach der Säkularisation wurde der städtische Fiskus als Eigentümer fast aller Kirchen für Unterhalt derselben und der zugehörigen Einrichtungen, wie Orgeln und Geläute, verantwortlich.
Mit dem Ende des Alten Reiches 1806 endete die Souveränität Frankfurts als Reichsstadt und sie wurde Teil des Großherzogtums Frankfurt im napoleonischen Rheinbund. Erst 1816 wurde Frankfurt wieder zur Freien Stadt. Die Verfassung der Stadt, die sogenannte Constitutions-Ergänzungs-Acte, enthielt in Artikel 39 die Bestimmung, dass aus städtischen Mitteln „für die eigene Dotation des lutherischen und katholischen Religions-Cultus und Schulwesens gesorgt werden“ müsse. Die Ausarbeitung des Dotationsvertrages, die der Senat der Stadt veranlasste, zog sich jedoch noch einige Jahre hin, da für eine Reihe von strittigen Fragen Regelungen zu treffen waren. Hierzu zählten nicht nur die Nutzung der Kirchen durch die Gemeinden, sondern auch die Rechte des Kirchenvorstandes, der Verbleib der Geräte und Ausstattungsgegenstände der Kirchen, die Besoldung der Pfarrer und sonstigen Kirchen-Officianten, Pensionsverpflichtungen sowie Abgaben- und Rechnungslegungspflichten. Auch die Dotation der vier protestantischen und der vier katholischen Schulen wurde geregelt.
Am 2. Februar 1830 erließ die Stadt schließlich die Urkunde, die Dotation für den evangelisch-lutherischen Religionskultus dahier betreffend sowie die Urkunde, die Dotation für das Kirchen- und Schulwesen der hiesigen katholischen Gemeinde betreffend. Während die Dotation für die Lutheraner lediglich die bereits eingeführte Praxis bestätigte, dauerte es noch über zwanzig Jahre, bis die katholische Dotation 1856 tatsächlich in Kraft trat.
1866 annektierte Preußen die Freie Stadt Frankfurt. In einem sogenannten Auseinandersetzungsrezeß wurde 1869 das Vermögen der Freien Stadt aufgeteilt. Vermögen mit eher staatlichem Charakter sollte dem Königreich Preußen anheimfallen, kommunales Vermögen der preußischen Stadt Frankfurt am Main. Dabei wurden die Dotationsverpflichtungen auf die Stadt Frankfurt am Main übertragen, mit Ausnahme des Kirchenvermögens in den Dörfern Bornheim, Oberrad, Niederrad und Niederursel, das den jeweiligen Kirchengemeinden zufiel.
Die Evangelische Kirche im Konsistorialbezirk Frankfurt am Main bildete eine Landeskirche unter dem Kirchenregiment des Königs von Preußen, vertreten durch das Konsistorium. Mit der Einführung der Kirchengemeinde- und Synodalordnung für die evangelischen Kirchengemeinden des Konsistorialbezirks Frankfurt am Main 1899 entstanden aus der Stadtgemeinde sechs evangelisch-lutherische Kirchengemeinden, deren gemeinsame Rechte aus der Dotation durch einen Gemeindeverband, die evangelisch-lutherische Stadtsynode, wahrgenommen wurden.
Die 1830 ausgehandelte Dotation blieb im Grundsatz bis heute bestehen und wurde zuletzt 1962 als fortgeltendes hessisches Landesrecht bestätigt. Ein Rahmenvertrag von 2003 zwischen dem Land Hessen sowie den evangelischen Landeskirchen und katholischen Diözesen in Hessen über die Ablösung von Kirchenbaulasten nimmt die Frankfurter Dotation ausdrücklich aus.
Trotz mehrfacher Bemühungen war die Stadt jedoch niemals bereit, den von ihr geleisteten Zuschuss von jährlich 28.500 Gulden zu den Pfarrergehältern und Kultuskosten zu erhöhen. Dieser Betrag blieb über alle Währungsreformen hinweg unverändert und beläuft sich heute auf jährlich 30.400 Euro. Sämtliche Naturalleistungen, z. B. die Lieferung von jährlich 96 Klafter Buchenscheitholz, wurden im Laufe der Zeit abgelöst, die letzten 1940.

## Folgen des Dotationsvertrages
Die Stadt Frankfurt hat ihre Verpflichtung aus der Dotation stets wahrgenommen. Es gab in Frankfurt ursprünglich sechs lutherische Dotationskirchen (Barfüßerkirche, St. Katharinen, St. Peter, Weißfrauenkirche, Dreikönigskirche und Heiliggeistkirche) sowie drei katholische (St. Bartholomäus, Liebfrauenkirche und St. Leonhard). Im Laufe der Zeit hat es eine Reihe von Veränderungen gegeben: 1833 wurde die anstelle der früheren Barfüßerkirche neuerrichtete Paulskirche in die Dotation aufgenommen, 1840 die Heiliggeist-Kirche durch die Alte Nikolaikirche ersetzt. Das als Kaserne genutzte Dominikanerkloster und die Dominikanerkirche fielen 1869 an den preußischen Fiskus.
Die baufällige Dreikönigskirche und die Peterskirche wurden Ende des 19. Jahrhunderts abgerissen und auf Kosten der Stadt neugebaut.
Eine besondere Herausforderung stellte der Wiederaufbau der im Zweiten Weltkrieg zerstörten Kirchen dar. Bis auf die 1952 für den Bau der Berliner Straße abgerissene Ruine der Weißfrauenkirche wurden alle Kirchen bis 1965 durch die Stadt wiederhergestellt.
1953 wurden durch Vertrag zwischen der Stadt und dem evangelischen Gemeindeverband die Paulskirche und die abgerissene Weißfrauenkirche gegen das Dominikanerkloster und die Dominikanerkirche (heute Heiliggeistkirche) getauscht. Die Paulskirche wird seit 1948 nicht mehr als Kirche genutzt; im Vertrag von 1953 ist jedoch geregelt, dass das Kreuz auf der Kirche nicht entfernt werden darf.
Die Dotation umfasst heute somit fünf evangelisch-lutherische Kirchen (Katharinenkirche, Peterskirche, Dreikönigskirche, Heiliggeistkirche und Alte Nikolaikirche) und drei katholische (Dom St. Bartholomäus, Liebfrauenkirche und Leonhardskirche) sowie das Dominikanerkloster (Sitz des Evangelischen Stadtdekanats und des Evangelischen Regionalverbandes Frankfurt). Alle Kirchen sind im Eigentum der Stadt und den jeweiligen Kirchengemeinden „für deren Cultus zum immerwährenden und alleinigen Gebrauch“ übertragen. Die Stadt ist verpflichtet, die „Kirchengebäude und Zugehörungen, wie die Orgeln und dergleichen, fortwährend in gutem Zustande“ zu erhalten.
Das Karmeliterkloster, das ebenfalls bereits bei der Säkularisation an die Stadt fiel, gehörte nie zu den Dotationskirchen. Es beherbergt seit 1959 das Institut für Stadtgeschichte.

## Patronatsrechte der Stadt Frankfurt
Neben der Dotation besteht weiterhin ein Patronatsrecht der Stadt Frankfurt über die evangelisch-lutherische Gemeinde Bonames. Die Stadt ist Eigentümerin des Bonameser Gemeindehauses und hat das Recht, bei der Besetzung der Pfarrstelle mitzuwirken.